# 228 (numero)
Duecentoventotto (228) è il numero naturale dopo il 227 e prima del 229.

## Proprietà matematiche
- È un numero pari.
- È un numero composto con 12 divisori: 1, 2, 3, 4, 6, 12, 19, 38, 57, 76, 114 e 228. Poiché la somma dei suoi divisori (escluso il numero stesso) è 332 > 228, è un numero abbondante.
- È un numero rifattorizzabile, dato che è divisibile per il numero dei suoi divisori.
- È un numero semiperfetto in quanto pari alla somma di alcuni (o tutti) i suoi divisori.
- È un numero 77-gonale.
- È un numero malvagio.
- È la somma di sei numeri primi consecutivi (228 = 29+31+37+41+43+47) e di dieci primi consecutivi (228 = 7+11+13+17+19+23+29+31+37+41).
- Può essere espresso in due modi diversi come differenza di due quadrati: 228 = 222 - 162 = 582 - 562.
- È un numero di Harshad nel sistema di numerazione decimale, essendo divisibile per la somma delle sue cifre.
- È un numero palindromo e un numero a cifra ripetuta nel sistema di numerazione posizionale a base 7 (444).
- È parte delle terne pitagoriche (95, 228, 247), (171, 228, 285), (228, 304, 380), (228, 325, 397), (228, 665, 703), (228, 704, 740), (228, 1071, 1095), (228, 1435, 1453), (228, 2160, 2172), (228, 3245, 3253), (228, 4329, 4335), (228, 6496, 6500), (228, 12995, 12997).
- È un numero pratico.

## Astronomia
- 228P/LINEAR è una cometa periodica del sistema solare.
- 228 Agathe è un asteroide della fascia principale del sistema solare.

## Astronautica
- Cosmos 228 è un satellite artificiale russo.

## Altri ambiti
- L'additivo alimentare E228 è il conservante bisolfito di potassio.
- +228 è il prefisso telefonico internazionale del Togo.
- 228 Incident è un altro nome con cui è noto l'incidente di Taiwan del 28 febbraio 1947.